# 귀찌
귀찌는 귀를 뚫지 않고 귀걸이처럼 쓰는 장신구이다.
귀를 뚫지 않고 자석의 성질을 이용하여 귀에 붙어있게 만든다.원리는 N극과S극 사이에  귀를넣으면N극과 S극의 자석의 성질이 작용하여 자석이 귀에  붙어있게 된다.자석을 쓰지 않고 집게 사이에
귀를 찝는 귀찌도 있다. 가격은 귀걸이 보다 싼 약 500원에서 10000원 정도이다. 일반 문구점에서 쉽게 구할 수 있다. 그러나 문구점에서 산 귀찌는 긁힐수 있으니 주의해야 한다.전문 귀찌 샵도 있으니,알아보고 사는것도 좋은 선택이 될수 있다

## 같이 보기
- 귀걸이
- 장신구